# 云南小连翘
云南小连翘（学名：Hypericum petiolulatum ssp. yunnanense）为藤黄科金丝桃属下的一个亚种。